# Sydney Fowler Wright
Sydney Fowler Wright (geboren am 6. Januar 1874 in Smethwick, West Midlands; gestorben am 25. Februar 1965 in Midhurst, Sussex) war ein britischer Schriftsteller und Dichter, hauptsächlich Autor von Science-Fiction-, Kriminal- (meist unter dem Pseudonym Sydney Fowler) und historischen Romanen.

## Leben
Wrights Vater war der Buchhalter und baptistische Laienprediger Stephen Wright, seine Mutter Emily Gertrude, geborene Fowler, starb schon 1882, als er eben 8 Jahre alt war. Wright besuchte die King Edward’s School in Birmingham nur kurz, bildete sich dann autodidaktisch weiter und begann schließlich wie sein Vater als Buchhalter zu arbeiten. 1895 heiratete er Julia Ellen (Nellie) Ashbarry, mit der er bis zu ihrem Tod 1918 sechs Kinder hatte. 1920 heiratete er Anastasia Gertrude (Truda) Hancock, mit der er weitere vier Kinder hatte.
Wright war anfangs Dichter und Übersetzer, vor allem zwei Projekte verfolgte er über Jahrzehnte: Zum eine Übertragung des gesamten Sagenkreises um König Artus in Blankverse. Ein Teil davon, Scenes from the Morte d’Arthur,  erschien 1919 unter dem Pseudonym Alan Seymour. 1940 war das Werk vollendet, das Manuskript wurde jedoch im Blitz vernichtet. Wright begann von vorne, aber am Ende wurde das Werk nie publiziert. Ein weiteres großes Projekt Wrights war die Übersetzung von Dante Alighieris Göttlicher Komödie. Das erste Buch (Inferno) erschien 1928, das zweite (Purgatorio) 1954 und das dritte (Paradiso) erst postum 2012.
1917 war Wright einer der Mitbegründer der Empire Poetry League, einer philanthropischen Vereinigung zur Förderung von Kultur und Dichtung, der unter anderen auch G. K. Chesterton angehörte. Wright wurde Betreuer von Merton Press, dem Verlag der Empire Poetry League, gab dort eine ganze Reihe von Lyrikanthologien heraus, und war bis 1932 Herausgeber von deren Zeitschrift Poetry (später als Poetry and the Play). In der Merton Press erschien auch der erwähnte Auszug aus Wrights Artus-Epos, sowie 1925 der Roman The Amphibians, in dem ein Zeitreisender in eine ferne Zukunft verschlagen wird, in welcher die Menschheit verschwunden ist und die Welt bewohnt wird von sanften, telepathischen Amphibien und einer Rasse riesiger, höhlenbewohnender Troglodyten.
Dies war aber nicht Wrights erster Roman. Deluge, schon 1920 fertiggestellt, fand lange Jahre keinen Verleger. 1927 veröffentlichte Wright das Buch im Selbstverlag. Es wurde ein großer und Wrights einziger wirklicher Erfolg als Autor. Das Buch erschien auch in den USA und wurde dort 1933 verfilmt. In dem Roman sind infolge tektonischer Hebungen und Senkungen große Teile Europas im Meer versunken, England ist nur noch eine Inselkette, und was nicht im Meer versank, ist durch einen ungeheuren Sturm vernichtet worden. Die Überlebenden, darunter der Anwalt Martin Webster, versuchen nun aus den Trümmern eine neue Welt aufzubauen. Schließlich findet Webster weitere Überlebende und wird deren Anführer, auch eine Partnerin findet sich und gemeinsam begegnet man den von militaristischen bzw. kriminellen Gruppen anderer Überlebender ausgehenden Bedrohungen. Es handelt sich aber um keine Abenteuer- bzw. Liebesgeschichte vor apokalyptischem Hintergrund, sondern Gegenstand ist eigentlich die Konstruktion eines neuen Gesellschaftsvertrags und die damit verbundenen moralischen Fragen.
Durch den Erfolg von Deluge beflügelt, wurde Wright in den folgenden Jahren sehr produktiv. Neben The World Below (1929), einer Fortsetzung zu The Amphibians, und Dawn (1929), einer Fortsetzung von Deluge, schrieb er den Roman The Island of Captain Sparrow (1928), sowie Kurzgeschichten, die 1932 in einer ersten Sammlung The New Gods Lead erschienen, darunter die inzwischen oft nachgedruckte Erzählung The Rat, in der ein Wissenschaftler ein Unsterblichkeitsserum entdeckt und darüber reflektiert, ob es wünschenswert sei, die Menschen, so wie sie heute sind, in ihrer Verderbtheit und Unzulänglichkeit auch noch unsterblich zu machen.
Wright hatte sich erst spät ganz auf das Schreiben konzentrieren können. Als sein erster Roman erschien, war er schon 50 Jahre alt. Als seine Altersgenossen H. G. Wells und William Hope Hodgson ihren Ruf als bedeutende Autoren der als Scientific Romance bezeichneten Richtung des britischen spekulativen Romans begründeten, arbeitete Wright noch als Buchhalter. So fiel Wrights produktivste Phase in eine Zeit, in der diese Form bereits im langsamen Niedergang war und das Interesse der Leser für pessimistische Zukunftsvisionen mit sozialpädagogischem Anspruch schon längst nachzulassen begonnen hatte. Wright blieb aber produktiv, verfasste eine ganze Reihe von Kriminalromanen, von denen einer auch verfilmt wurde (Three Witnesses, 1935), des Weiteren eine Biographie von Walter Scott, politische Essays und Traktate und hatte immer wieder Schwierigkeiten, für seine Schriften einen Verleger zu finden.
1940 wurde Wright von dem Londoner Verlag Hatchard’s Bookshop angestellt, um dessen Zeitschrift Books of Today zu betreuen. Hier erschienen einige Werke Wrights dann in Neuauflagen sowie ein weiterer Erzählungsband The Witchfinder (1946). Außerdem erschienen einige Bücher Wrights – nun als Science Fiction kategorisiert – in den USA und in kleineren britischen Verlagen.
Nach dem Zweiten Weltkrieg ließ Wrights Produktivität nach und nach dem Tod seiner Frau 1956 lebte er abwechselnd bei seinen Kindern. 1965 ist Wright im Alter von 91 Jahren gestorben. Eine Reihe seiner Werke erschien erst postum. Ein Teil seines Nachlasses befindet sich in den Beständen der Rivera Library an der University of California, Riverside.

## Bibliografie
Die Serien sind nach dem Erscheinungsjahr des ersten Teils geordnet.
Amphibians
- Band 1: The Amphibians (1925)
- Band 2: The World Below (1929; auch als The Dwellers, 1954)
  - Sammelausgabe von Band 1 und 2: The World Below (1929; Digitalisat der Ausgabe von 1976 im Internet Archive)

Deluge
- Deluge (1927)
- Dawn (1929)
- Deluge and Dawn (1975, Sammelausgabe von 1 und 2)

The Rat (Kurzgeschichten)
- The Rat (1929)
  - deutsch: Die Ratte. In: James Gunn (Hrsg.): Von Shelley bis Clarke. Heyne (Bibliothek der Science Fiction Literatur #100), 2000, ISBN 3-453-17104-7.
- Whom the Rat Bites (1939)

Inspector Cleveland (Kriminalromane, als Sydney Fowler)
- By Saturday (1931, auch als Dead by Saturday, 2009)
- Crime & Co. (1931, auch als The Hand-Print Mystery, 1932)
- The Hanging of Constance Hillier (1931)
- Arresting Delia (1933)

Inspector Combridge and Mr. Jellipot (Kriminalromane, als Sydney Fowler)
- The Bell Street Murders (1931)
- The Secret of the Screen (1933)
- Post-Mortem Evidence (1936)
- The Attic Murder (1936)
- Four Callers in Razor Street (1937)
- The Jordans Murder (1938)
- The Murder in Bethnal Square (1938)
- The Wills of Jane Kanwhistle (1939)
- The Rissole Mystery (1941)
- Too Much for Mr. Jellipot (1945)
- With Cause Enough? (1954)

Margaret Cranleigh
- Dream, or the Simian Maid (1931)
- The Vengeance of Gwa (1935, als Anthony Wingrave)
- Spiders’ War (1954)

Alternate World War II

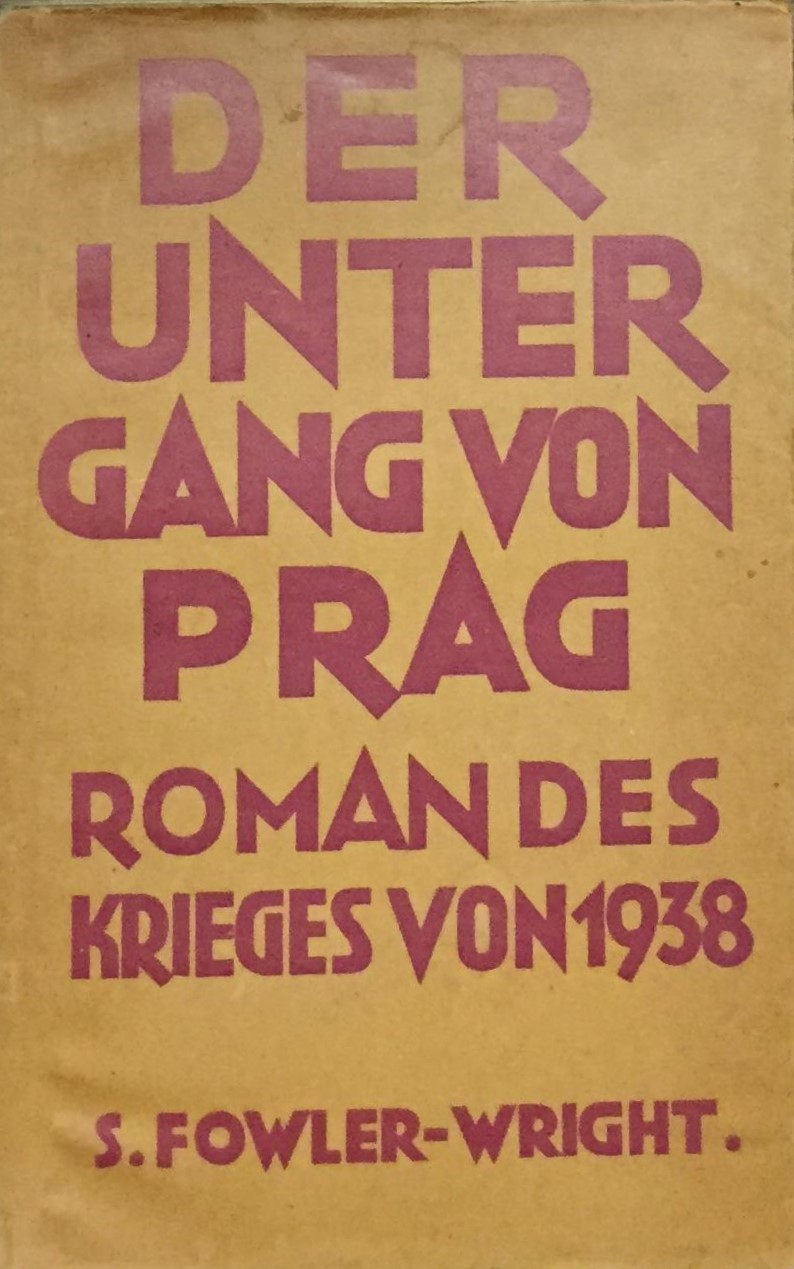
Cover der Erstausgabe von 1936

- Prelude in Prague. The War of 1938 (1934; Digitalisat im Internet Archive)
  - deutsch: Der Untergang von Prag. Roman des Krieges von 1938 (auch unter dem Titel Flieger über Prag). Editions du Carrefour, Paris 1936
- Four Days War (1936)
- Megiddo’s Ridge (1937)

Inspector Cauldron (Kriminalromane, als Sydney Fowler)
- A Bout with the Mildew Gang (1941, auch als The Mildew Gang, 2009)
- Second Bout with the Mildew Gang (1942, auch als The Return of the Mildew Gang, 2009)
- The End of the Mildew Gang (1944)

Romane
- The Island of Captain Sparrow (1928)
- Elfwin (1930)
- The King Against Anne Bickerton (1930, auch als The Case of Anne Bickerton, auch als Rex v. Anne Bickerton, 1947, auch als Sydney Fowler)
- Seven Thousand in Israel (1931)
- Beyond the Rim (1932)
- The Lord’s Right in Languedoc (1933)
- Power (1933)
- David (1934, auch als David the King: An Historical Novel, 2010)
- Who Else But She? (1934, auch als Black Widow: A Classic Crime Novel, 2009, auch als Sydney Fowler)
- Three Witnesses (1935, auch als Sydney Fowler)
- Was Murder Done? (1936, auch als Sydney Fowler)
- The Screaming Lake (1937)
- The Adventure of Wyndham Smith (1938, auch als Wyndham Smith: His Adventures in the 45th Century, 2009)
- The Hidden Tribe (1938)
- The Ordeal of Barata: A Political Fantasy (1939)
- The Siege Of Malta (1942, zwei Teile, Fertigstellung des unvollendeten Romans von Walter Scott)
- Dinner in New York (1943, auch als The Capone Caper, 2008)
- The Adventure of the Blue Room (1945, auch als Sydney Fowler)
- Who Murdered Reynard? (1947)
- The Last Days of Pompeii: A Redaction (1948, nach Edward Bulwer-Lytton)
- Cortéz: For God and Spain (2010)
- Inquisitive Angel (2010)

Sammlungen
Erzählungen:
- The New Gods Lead (1932)
- Justice; and, The Rat (1945)
- The Witchfinder (1946)
- The Throne of Saturn (1949)
- S. Fowler Wright’s Short Stories (1996)
- The Song of Songs and Other Poems (2009)

Lyrik:
- Scenes from the Morte d’Arthur (1919, als Alan Seymour)
- Some Songs of Bilitis (1921)
- The Song of Songs and Other Poems (1925)
- The Ballad of Elaine (1926)
- The Riding of Lancelot : A Narrative Poem (1929)

Kurzgeschichten
- P.N. 40 (1929, auch als Love in the Year 93 E. E., 1982)
- Automata (1929)
- Appeal (1932)
- Brain (1932)
- Choice (1932)
- Justice (1932)
- Proof (1932)
- Rule (1932)
- This Night (1932)
- A Question of E.D.D. (1946)
- Burglar’s Aid (1946)
- Carrots (1946)
- Original Sin (1946) dt. Erbsünde in: Asimov, Waugh, Greenberg (Hrsg.): Isaac Asimov präsentiert: Der letzte Mensch auf Erden Heyne, 1984
- Status (1946)
- The Congo Cat (1946)
- The Temperature of Gehenna Sue (1946)
- The Terror of William Stickers (1946)
- The Witchfinder (1946)
- Who Else But She? (1946)
- Obviously Suicide (1951)
- The Better Choice (1955)
- First Move (1963)

Übersetzungen
- Alexandre Dumas: Marguerite de Valois (1946)

Dante Alighieris Göttliche Komödie:
- Dante’s Inferno (1928)
- Dante’s Purgatorio (1954, auch als Dante’s Purgatorio: The Divine Comedy, Book Two, 2012)
- Dante’s Paradiso: The Divine Comedy, Book Three (2012)

Sachliteratur
- Police and Public (1929)
- The Life of Sir Walter Scott: A Biography (1932)
- Should We Surrender Colonies? (1939; Digitalisat im Internet Archive)
  - auch erschienen als: The British Colonies: No Surrender to Nazi Germany!, 2009

Anthologien (als Herausgeber)
- Voices on the Wind: An Anthology of Contemporary Verse (1922–1924, 3 Bände)
- Poets of Merseyside: An Anthology of Present-Day Liverpool Poetry (1923)
- Poems: Chosen by Boys and Girls (1923–1924, 4 Bände, mit R. Crompton Rhodes)
- Birmingham Poetry 1923–24 (1924)
- From Overseas: An Anthology of Contemporary Dominion and Colonial Verse (1924)
- Some Yorkshire Poets (1924)
- A Somerset Anthology of Modern Verse 1924 (1924)
- The County Series (1927–1930, 13 Bände)